# Décommunisation en Ukraine

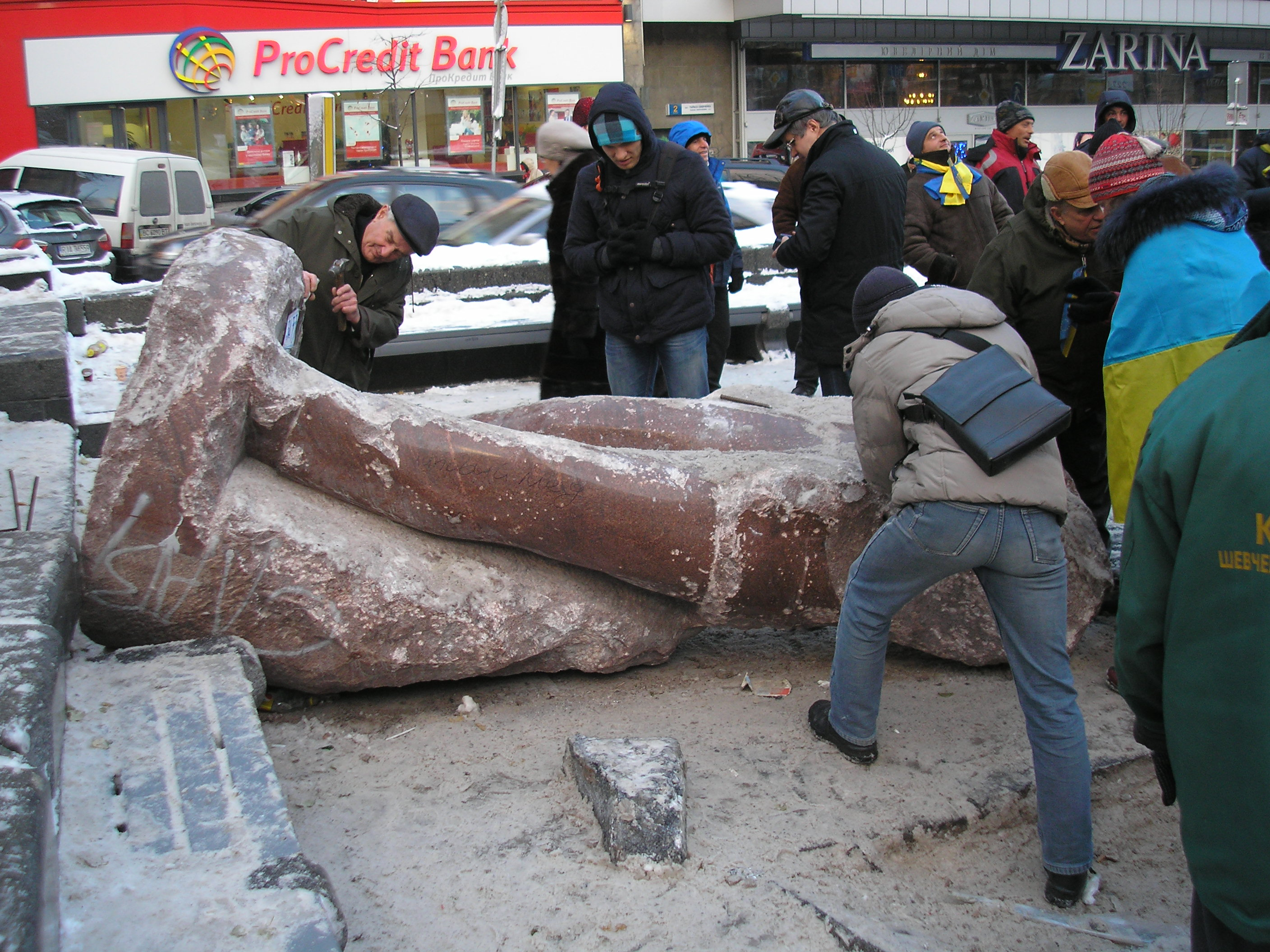
Destruction de la statue de Lénine à Kyïv pendant l'Euromaïdan

La décommunisation en Ukraine a débuté avec la dislocation de l'URSS et la destruction de monuments soviétiques, dans un processus de dé-commémoration. Légalement, elle fait suite à la crise ukrainienne de 2014 et découle d'un grand nombre de lois adoptées le 9 avril 2015 par la Rada,. Les lois sont promulguées le 15 mai suivant par le président Petro Porochenko,.

## De la dislocation de l'URSS à la crise ukrainienne
Après la dislocation de l'URSS, l'un des premiers actes de décommunisation est la démolition du monument de la Grande révolution d'Octobre, érigé le 22 octobre 1977 à Kyïv. Sa démolition est votée par le conseil municipal en septembre 1991.
La Rada (Ukraine) avait déjà tenté, en 2002, 2005, 2009, 2011 et 2013 de voter des lois de décommunisation pour le pays, mais celles-ci ne se sont pas matérialisées à la suite des pressions de Moscou.
La crise ukrainienne est l'objet de nombreuses démolitions de statues, notamment celles de Lénine, à Kyïv le 8 décembre 2013, à l'initiative de militants se réclamant du parti nationaliste Svoboda, à Khmelnytskyï le 22 février 2014, à Kharkiv le 28 septembre 2014 ou encore à Kramatorsk le 17 avril 2015. Cela se traduit aussi par des actions symboliques, telles que la statue de Lénine à Velyka Novosilka, repeinte aux couleurs de l'Ukraine en février 2015.
Légalement, et un an avant le vote formel des lois de décommunisation, les autorités locales ukrainiennes décident de mettre en œuvre la décommunisation de l'Ukraine, comme c'est le cas à Dnipropetrovsk, où le conseil municipal vote en avril 2014 le renommage de la place Lénine en place des héros de Maïdan et la démolition du piédestal de l'ancienne statue de Lénine,,,.

## Lois de décommunisation
À la suite de la crise ukrainienne, à l'Euromaïdan et à la guerre du Donbass, il apparaît de plus en plus important pour les autorités ukrainiennes de mettre en œuvre la décommunisation du pays, mettant fin symboliquement à la présence de tous liens avec son passé soviétique et avec la Russie.
Le gouvernement Iatseniouk présente un ensemble de lois interdisant la « propagande » et les symboles communistes et nazis, adoptée par la Rada le 9 avril 2015. Il donne un délai de six mois aux autorités du pays pour se débarrasser des monuments communistes et nazis et pour renommer les rues et lieux publics d'inspiration communiste et est promulgué le 15 mai 2015.
Le paquet de lois en comprend quatre :
- À propos de la condamnation des régimes totalitaires communistes et nationaux-socialistes (nazis) en Ukraine et l'interdiction de leur propagande et de leurs symboles (Loi no 317-VIII)[18].
- À propos de l'accès aux archives des agences de répression du régime communiste totalitaire de 1917 à 1991 (Loi no 316-VIII)[19].
- À propos de la perpétuation de la victoire sur le nazisme de la Seconde Guerre mondiale : 1939-1945 (Loi no 315-VIII)[20].
- À propos du statut juridique et de l'honneur à la mémoire des combattants pour l'indépendance de l'Ukraine au cours du XXe siècle (Loi no 314-VIII)[21].

Elles sont publiées le 20 mai 2015 dans le Holos Ukrayiny, ce qui les fait entrer en vigueur officiellement le lendemain.

## Effets

### Renommage

#### Principe
Les lois de décommunisation en Ukraine ont comme impact le renommage de différentes entités territoriales, de nombreuses localités ainsi que de lieux publics, tirant leur nom de personnalités ou de l'Histoire communiste ou nationale-socialiste.
L'Institut ukrainien de la mémoire nationale publie le 14 août 2015 une liste définitive des lieux à renommer, comprenant villes et villages. Les municipalités ont jusqu'au 21 novembre 2015 pour changer les noms du territoire où leur pouvoir s'exerce. Si cela n'est pas fait à cette date, les conseils régionaux des oblasts auront jusqu'au 21 mai 2016 pour les changer. Autrement, c'est le gouvernement qui sera tenu d'attribuer un nouveau nom aux municipalités concernées.

#### Mise en œuvre

##### Oblasts et raïons
Parmi les entités territoriales, 26 raïons ont été renommés et 2 oblasts doivent l'être :
- Dnipropetrovsk doit devenir Dnipro
- Kirovohrad doit devenir Kropyvnytsky

Le décret no 1352-VIII renommant les raïons de la péninsule de Crimée n'entrera en vigueur qu'une fois la fin de l'occupation du territoire par la Russie.

##### Villes, villages et autres localités
Parmi les centaines de localités à renommer, 32 villes l'ont été :
- Artemivsk (oblast de Donetsk) est devenue Bakhmout en date du 23 septembre 2015[25],[26].
- Artemivsk (oblast de Louhansk) est devenue Kypoutche en date du 12 mai 2016[27].
- Artemove (oblast de Donetsk) est devenue Zalizne en date du 19 mai 2016[28].
- Chtchors (oblast de Tchernihiv) est devenue Snovsk en date du 12 mai 2016[29].
- Dniprodzerjynsk (oblast de Dnipropetrovsk) est devenue Kamianske en date du 19 mai 2016[30].
- Dnipropetrovsk (oblast de Dnipropetrovsk) est devenue Dnipro en date du 19 mai 2016[31].
- Dymytrov (oblast de Donetsk) est devenue Myrnohrad en date du 12 mai 2016[29].
- Dzerjynsk (oblast de Donetsk) est devenue Toretsk en date du 16 octobre 2015[32],[33].
- Illitchivsk (oblast d'Odessa) est devenue Tchornomorsk en date du 23 novembre 2015[34],[35].
- Kirovohrad (oblast de Kirovohrad) est devenue Kropyvnytskyï en date du 14 juillet 2016[36].
- Kirovsk (oblast de Louhansk) est devenue Holoubivka en date du 12 mai 2016[27].
- Kirovske (oblast de Donetsk) est devenue Khrestivka en date du 12 mai 2016[27].
- Komsomolsk (oblast de Poltava) est devenue Horichni Plavni en date du 19 mai 2016[28].
- Komsomolske (oblast de Donetsk) est devenue Kalmiouske en date du 12 mai 2016[27].
- Kotovsk (oblast d'Odessa) est devenue Podilsk en date du 12 mai 2016[29].
- Kouznetsovsk (oblast de Rivne) est devenue Varach en date du 19 mai 2016[28].
- Krasnoarmysk (oblast de Donetsk) est devenue Pokrovsk en date du 12 mai 2016[29].
- Krasnoperekopsk (République autonome de Crimée) est devenue Iany Kapou en date du 12 mai 2016[37].
- Ordjonikidze (oblast de Dnipropetrovsk) est devenue Pokrov en date du 17 mars 2016[38].
- Oulianovka (oblast de Kirovohrad) est devenue Blahovichtchenske en date du 19 mai 2016[28].
- Petrovske (oblast de Louhansk) est devenue Petrovo Krasnosillia en date du date 12 mai 2016[39].
- Stakhanov (oblast de Louhansk) est devenue Kadiïvka en date du 12 mai 2016[27].
- Sverdlovsk (oblast de Louhansk) est devenue Dovjansk en date du 12 mai 2016[27].
- Tchervonopartyzansk (oblast de Louhansk) est devenue Voznesenivka en date du 12 mai 2016[39].
- Torez (oblast de Donetsk) est devenue Tchystiakove en date du 12 mai 2016[27].
- Tsiouroupynsk (oblast de Kherson) est devenue Olechky en date du 19 mai 2016[28].
- Vakhroucheve (oblast de Louhansk est devenue Bokovo Khroustalne en date du 12 mai 2016[39].
- Younokomounarivsk (oblast de Donetsk) est devenue Bounhe  en date du 12 mai 2016[27].

Non figurantes à la liste établie par l'Institut ukrainien de la mémoire nationale :
- Krasnodon (oblast de Louhansk) est devenue Sorokyne en date du 12 mai 2016[27].
- Krasny Loutch (oblast de Louhansk) est devenue Khroustalny en date du 4 février 2016[41].
- Krasny Lyman (oblast de Donetsk) est devenue Lyman en date du 4 février 2016[42].
- Tchervonozavodske (oblast de Poltava) est devenue Zavodske en date du 12 mai 2016[27].

Jdanivka est la seule ville qui reste à renommer selon la liste établie par l'Institut ukrainien de la mémoire nationale.
Le décret no 1352-VIII renommant les villes, villages et autres localités de la péninsule de Crimée n'entrera en vigueur qu'une fois la fin de l'occupation du territoire par la Russie.

##### Quartiers, artères et places
Compte tenu que les conseils municipaux sont chargés du renommage des rues, ruelles, quartiers et places relevant de leur commune, la méthode pour les renommer diffère :
- À Vilnohirsk (Oblast de Dnipropetrovsk), ce sont les résidents de la ville qui sont consultés pour le renommage et ont à choisir les nouvelles appellations des rues devant être décommunisées[43].
- À Pavlohrad (Oblast de Dnipropetrovsk), il est demandé à la population de participer en faisant des propositions de nouveaux noms. La communauté juive de la ville et représentants des ONG ont déjà soumis leurs listes de propositions[44].
- À Tchernihiv (Oblast de Tchernihiv), c'est le conseil municipal qui a choisi de se charger du renommage de la centaine de rues et ruelles de la ville[45].
- À Oboukhiv (Oblast de Kiev), une commission créée à l'initiative du Conseil municipal a émis ses propositions de renommage des rues et quartiers, en concertation avec l'institut des archives et la Bibliothèque nationale de l'Académie des sciences d'Ukraine[46].

Dans le village de Kaliny (Oblast de Transcarpatie), la rue Lénine a été rebaptisée rue John Lennon,.

### Impact sur le Parti communiste d'Ukraine
Le 16 décembre 2015, la cour d’appel administrative du district de Kiev confirme la demande du ministère de la Justice d'interdire les activités du Parti communiste d'Ukraine.

### Art et symboles

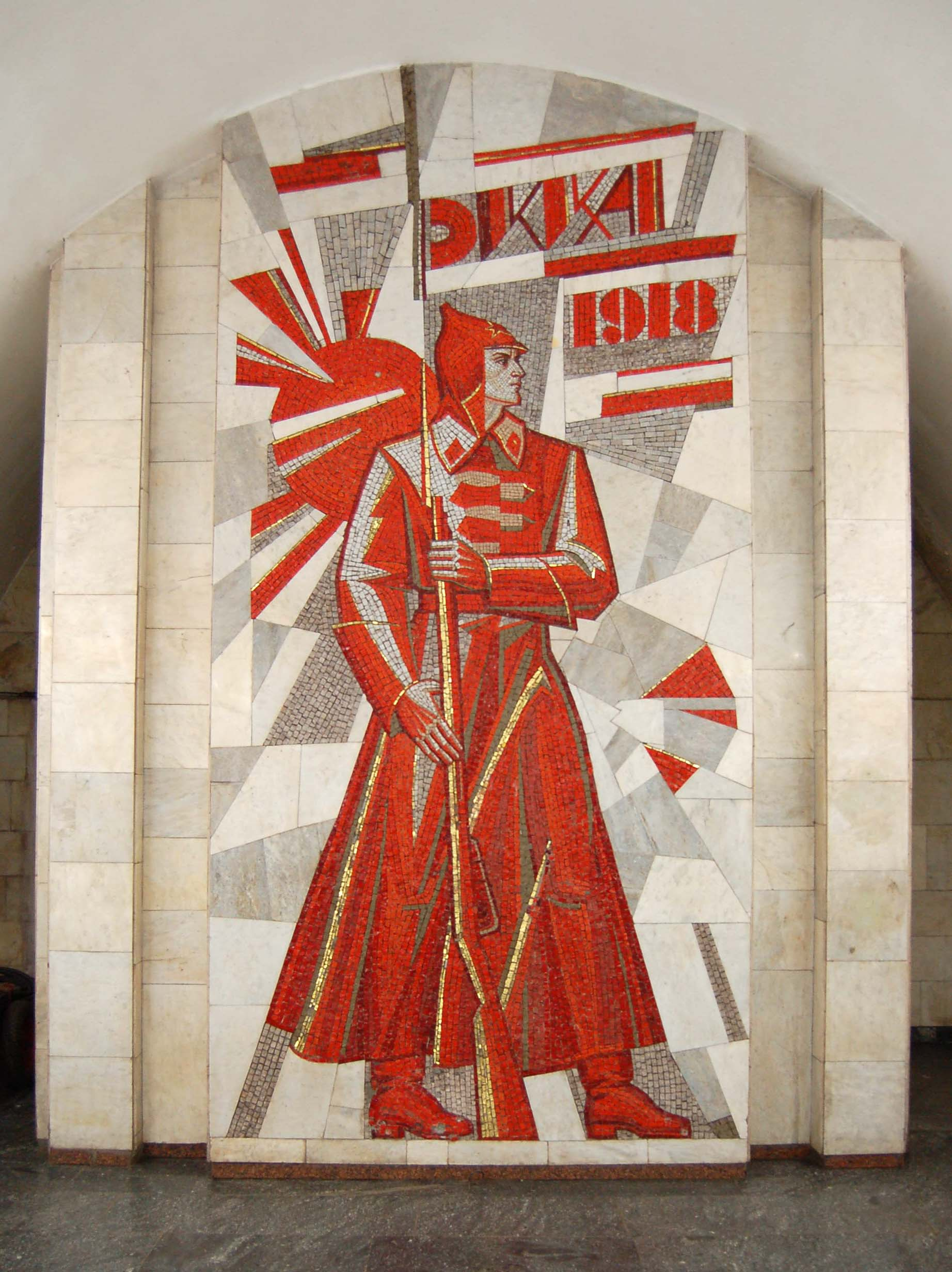
Fresque représentant l'Armée rouge dans la station Palats "Ukrayina" amenée à être détruite

Le paquet de lois de décommunisation entraîne des conséquences au niveau artistique. Les œuvres d'art ou symboles du communisme sont amenés à être détruits ou modifiés.
Le métro de Kiev, sur décision du conseil municipal en date du 14 mai 2015, doit nettoyer neuf de ses stations. La station Vokzalna devra notamment supprimer ses médaillons glorifiant les traditions familiales ukrainiennes, ou encore la "réunion des terres ukrainiennes en 1939". La station Palats "Ukrayina" devra éliminer les mosaïques sur les sections paysannes et ouvrières de l'Armée rouge.
Les mosaïques représentant des symboles du communisme qui ornent les immeubles sont amenées elles aussi à être détruites.
Cette loi a également affecté la Rada. L'étoile à cinq branches rouge, symbole du communisme a été retirée du sommet du dôme du Parlement le 25 février 2014 à la demande d'élus de Svoboda. Elle est remplacée le 29 octobre 2015 par les armoiries de l'Ukraine : le trident ukrainien.
Un club de football ukrainien, l'Illichivets Marioupol, dont le nom fait référence à Vladimir Ilitch Lénine, est amené à changer son nom. Le nouveau nom est mis au vote de son public et est rebaptisé FK Marioupol.

#### Statues
À Odessa, la statue de Lénine a été remplacée par une statue de Dark Vador trônant sur le même piédestal. Elle a été inaugurée le 23 octobre 2015.
À Volnovakha, le conseil municipal décide le 18 septembre 2015 de supprimer la statue de Lénine se trouvant sur son territoire. Le 31 octobre 2015, la statue est démolie.
Le 30 janvier 2016, la statue de Grigori Petrovski, qualifié de bourreau soviétique est déboulonnée et retirée de la place de Dnipropetrovsk.
Le 17 mars 2016, la plus grande statue de Lénine du pays, d'une hauteur de vingt mètres, est retirée à Zaporijjia après avis favorable du Conseil municipal,.
Quelque 965 statues de Lénine sont déboulonnées entre 2013 et 2016 dans tout le pays. Alors qu'il y avait environ 5 500 statues représentant Lénine en Ukraine en 1991, il n'en reste plus qu'une, deux selon d'autres sources,, qui se trouvent à Tchernobyl - en dehors des territoires séparatistes du Donbass et de la péninsule de Crimée. Dans ce même périmètre il reste par ailleurs 3 autres types de monuments qui lui sont dédiés, eux aussi sur des terrains privés[réf. nécessaire].
Un des points les plus sensibles demeure le sort réservé à la statue de la Mère-Patrie de Kiev, la plus haute statue d'Ukraine, dont le bouclier est orné du blason de l'Union des Républiques socialistes soviétiques. Avec la pression de groupes nationalistes, la statue ne devait pas être modifiée, le paquet de lois de décommunisation ne s'appliquant pas aux monuments dédiés à la Seconde Guerre mondiale,,. Cependant, le contexte de la guerre en Ukraine a poussé à retirer l'emblème soviétique, et le remplacer par le trident ukrainien. Par la même occasion, la statue doit être renommée "Mère Ukraine".